# RAD23B
RAD23B (англ. RAD23 homolog B, nucleotide excision repair protein) – білок, який кодується однойменним геном, розташованим у людей на короткому плечі 9-ї хромосоми. Довжина поліпептидного ланцюга білка становить 409 амінокислот, а молекулярна маса — 43 171.
| 10         |  | 20         |  | 30         |  | 40         |  | 50         |
| ---------- |  | ---------- |  | ---------- |  | ---------- |  | ---------- |
| MQVTLKTLQQ |  | QTFKIDIDPE |  | ETVKALKEKI |  | ESEKGKDAFP |  | VAGQKLIYAG |
| KILNDDTALK |  | EYKIDEKNFV |  | VVMVTKPKAV |  | STPAPATTQQ |  | SAPASTTAVT |
| SSTTTTVAQA |  | PTPVPALAPT |  | STPASITPAS |  | ATASSEPAPA |  | SAAKQEKPAE |
| KPAETPVATS |  | PTATDSTSGD |  | SSRSNLFEDA |  | TSALVTGQSY |  | ENMVTEIMSM |
| GYEREQVIAA |  | LRASFNNPDR |  | AVEYLLMGIP |  | GDRESQAVVD |  | PPQAASTGAP |
| QSSAVAAAAA |  | TTTATTTTTS |  | SGGHPLEFLR |  | NQPQFQQMRQ |  | IIQQNPSLLP |
| ALLQQIGREN |  | PQLLQQISQH |  | QEHFIQMLNE |  | PVQEAGGQGG |  | GGGGGSGGIA |
| EAGSGHMNYI |  | QVTPQEKEAI |  | ERLKALGFPE |  | GLVIQAYFAC |  | EKNENLAANF |
| LLQQNFDED  |  |            |  |            |  |            |  |            |

A: Аланін

C: Цистеїн

D: Аспарагінова кислота

E: Глутамінова кислота

F: Фенілаланін

G: Гліцин

H: Гістидин

I: Ізолейцин

K: Лізин

L: Лейцин

M: Метіонін

N: Аспарагін

P: Пролін

Q: Глутамін

R: Аргінін

S: Серин

T: Треонін

V: Валін

Кодований геном білок за функцією належить до фосфопротеїнів. 
Задіяний у таких біологічних процесах, як пошкодження ДНК, репарація ДНК, убіквітинування білків, альтернативний сплайсинг. 
Локалізований у цитоплазмі, ядрі.